# Mitsubishi Space Wagon
Mitsubishi Space Wagon — мінівен японської компанії Mitsubishi Motors Corporation, що випускався з 1983 по 2003 роки.
Він був забудований на основі концепт-кара SSW, що вперше представлений на 23-му Токійському автосалоні в 1979 році.
На міжнародному ринку мінівен продавали під різними назвами, в тому числі Mitsubishi Chariot, Mitsubishi Nimbus і Mitsubishi Expo.
Всього виготовили три покоління моделі. В 2003 році її замінив Mitsubishi Grandis.

## Перше покоління (1983–1991)

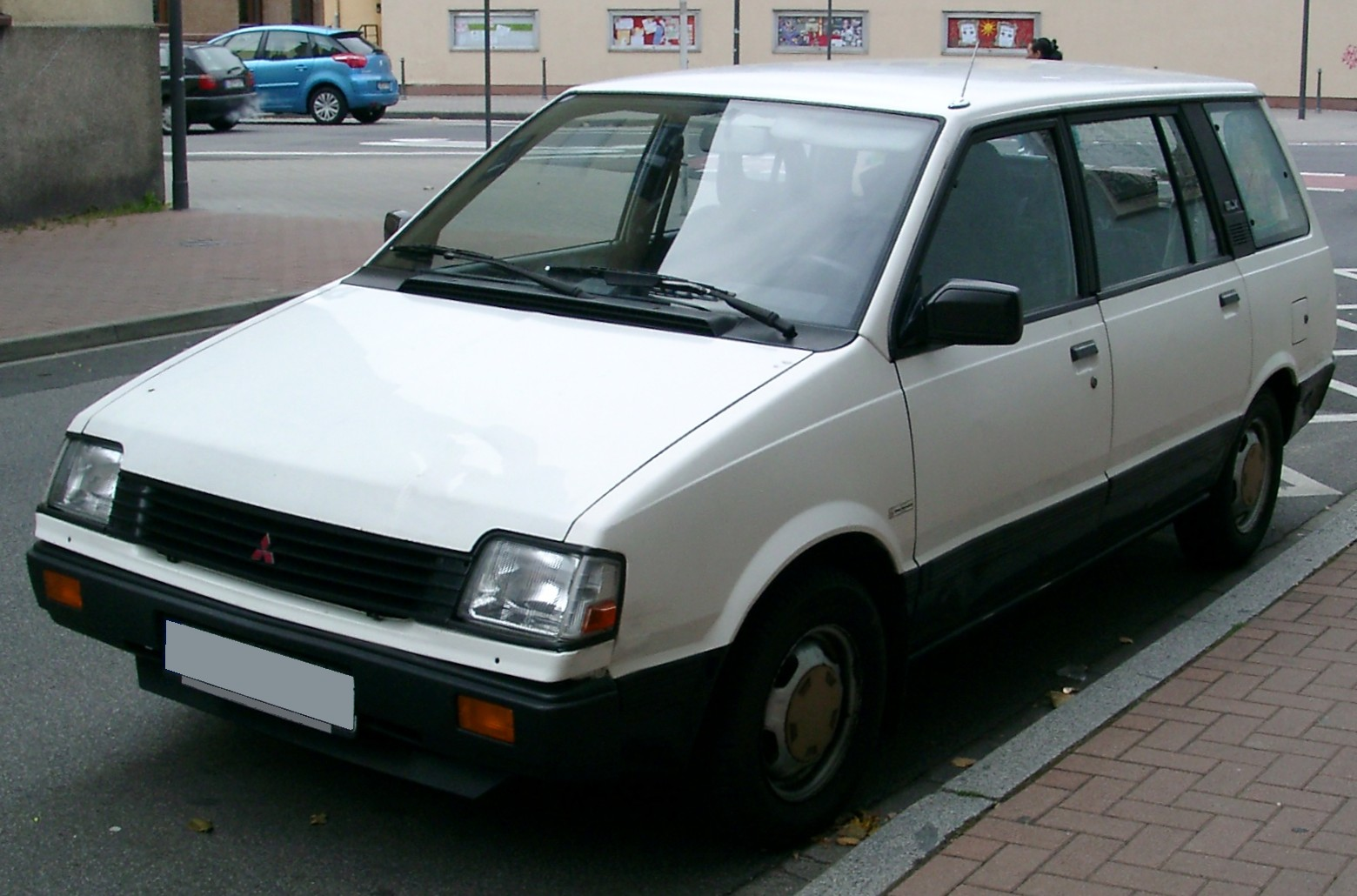
Перше покоління (1983-1991)

Трансмісій було два варіанта — передній і повний привід.

### Двигуни
- 1597 см3 G32B I4 (D02W)
- 1755 см3 G37B I4 (D05W)
- 1795 см3 G62B I4 (D03W)
- 1997 см3 G63B I4 (D04W/D08W)
- 1795 см3 D65T I4 turbodiesel (D09W)

## Друге покоління (1991–1997)

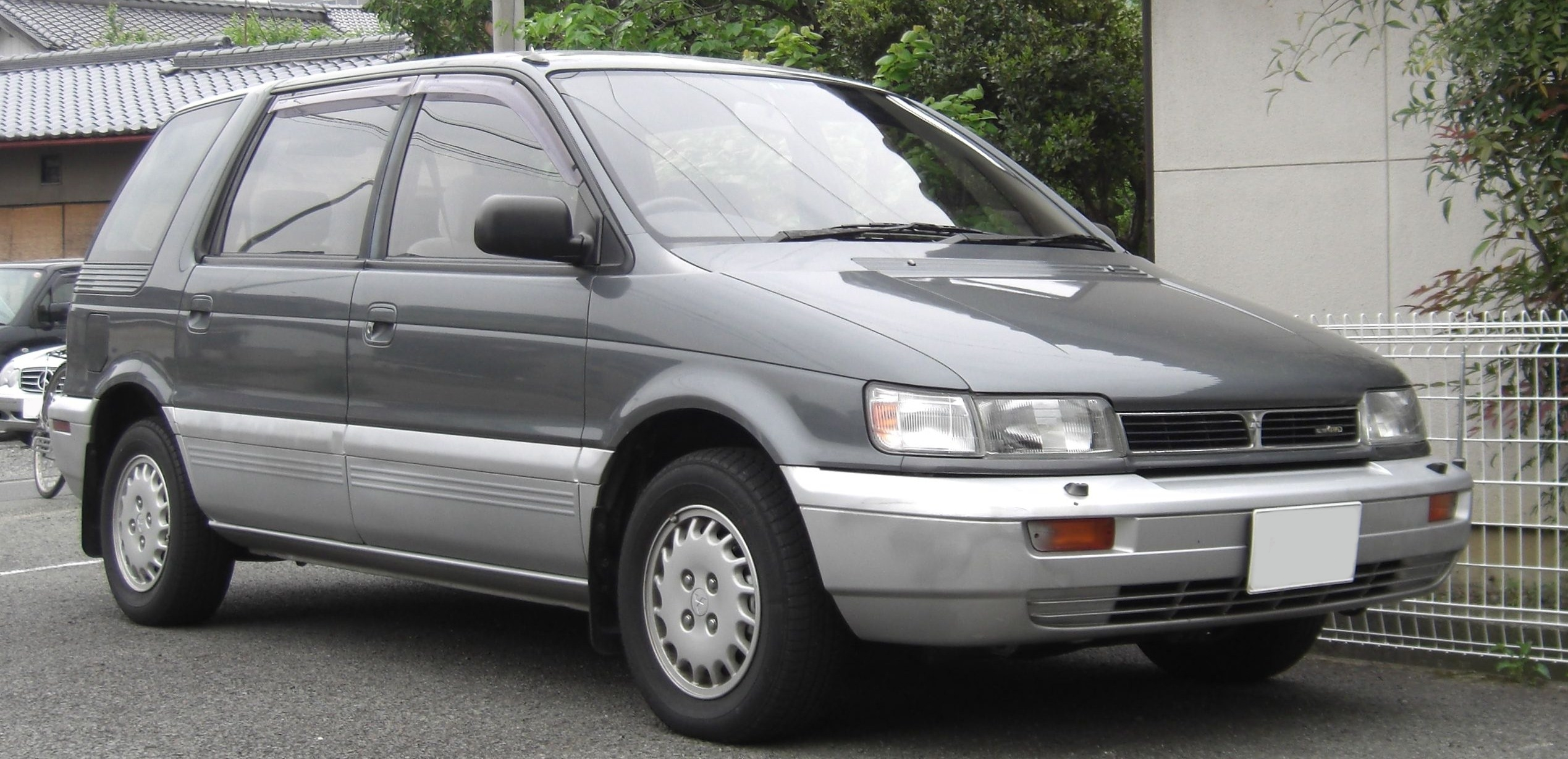
Друге покоління (1991-1997)

Space Wagon другого поколінням з'явився в продажі в 1991 році і за розмірами нагадував попередника. Довжина мінівена 4,5 метра. Такі розміри надалі виявилися найпопулярнішими серед машин категорії «для сім'ї».
Автомобіль вміщав 7 пасажирів, що розміщувались за схемою 2-3-2.
Привід передній або повний.

### Двигуни
- 1997 см3 G63B I4
- 2350 см3 G64 I4 (США)

## Третє покоління (1997–2003)

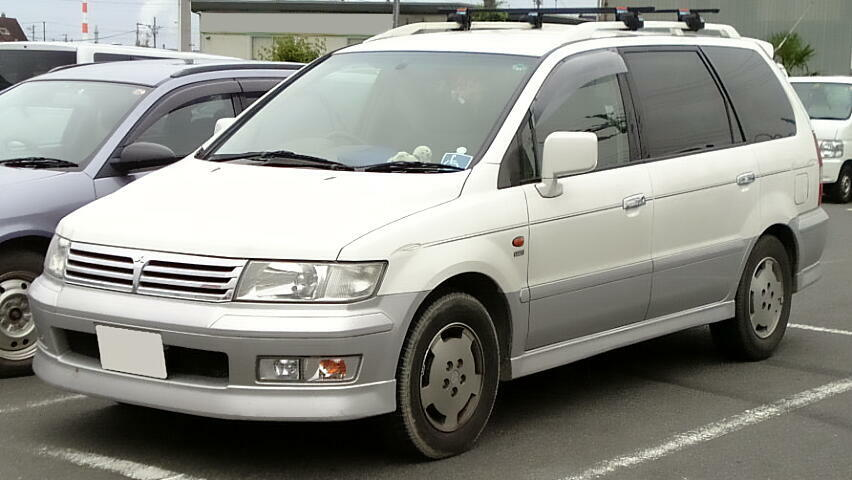
Третє покоління (1997-2003)

У 1997 році дебютувало третє покоління Mitsubishi Space Wagon. Розміри цього автомобіля практично ідентичні з Honda Odyssey, яка завоювала значну популярність.
У порівнянні з попередником, мінівен помітно збільшився, але залишилось однакова з попередником компонування сидінь (схема 2-3-2) і дверей (4 дверей + задні здвоєні). Як і попередник, Space Wagon ІІІ випускався з переднім і повним приводом (FULLTIME).

### Двигуни
- 2.0 л 4G63 I4
- 2.4 л 4G64 I4
- 2.4 л 4G69 I4 (Китай)
- 3.0 л 6G72 V6